# Walter Schubert (Sportler)
Walter Schubert (* 7. Oktober 1962 in Augustdorf) ist ein ehemaliger deutscher Handballspieler und heutiger -trainer. Er spielte fast ausschließlich als mittlerer Rückraumspieler und absolvierte 28 Länderspiele für die deutsche Nationalmannschaft.

## Karriere

### Spieler
Schubert begann das Handballspielen bei der TuSG Augustdorf und wechselte während der Saison 1978/79 im Februar in die B-Jugend des TSV Grün-Weiß Dankersen. Wenige Monate später gewann die Mannschaft die deutsche Meisterschaft. In den beiden Finalspielen gegen den TSV Grabenstetten erzielte Schubert insgesamt zehn Tore. Mit der A-Jugend sprang 1981 dann lediglich die Vizemeisterschaft nach zwei Niederlagen gegen Eintracht Hildesheim heraus. Sein erstes Jahr bei den Senioren spielte er dann für die zweite Mannschaft Dankersens in der damals drittklassigen Regionalliga. Nach dem Wiederaufstieg der ersten Mannschaft in die Bundesliga wurde Schubert ab der Saison 1982/83 zur festen Größe im Kader. Von 1984 bis 1991 spielte er für TuRU Düsseldorf. Dort wurde er 1986 in die Nationalmannschaft berufen, 1988 deutscher Vizemeister und ein Jahr später IHF-Pokalsieger. Wiederum ein Jahr später stieg die Mannschaft jedoch in die 2. Bundesliga ab. In der Saison 1990/91 wurde er nach dem Rücktritt von Trainer Peter Sichelschmidt Spielertrainer. Am Saisonende konnte durch einen Sieg in der Relegation gegen den TV Hüttenberg der Wiederaufstieg gefeiert werden. Schubert blieb durch seinen Wechsel zur SG Flensburg-Handewitt jedoch in der zweiten Liga. Gleich im ersten Jahr konnte er erneut den Bundesliga-Aufstieg feiern. Im Folgejahr wurde der sportliche Abstieg durch die Insolvenz des TSV Milbertshofen glücklich abgewendet. Nach der Entlassung von Trainer Zvonimir Serdarušić leitete Schubert für eine Woche das Training, bevor Anders Dahl-Nielsen das Amt übernahm. Zu Pflichtspielen kam es in diesem Zeitraum nicht. Nach der Saison ging er wieder in die zweite Liga und schloss sich erneut GWD Minden an. Im November 1994 zog er sich eine schwere Knieverletzung zu und erlebte somit seinen dritten Bundesliga-Aufstieg am Ende der Saison 1994/95 nur als Zuschauer. Danach beendete er seine Spieler-Karriere.
Für die deutsche Nationalmannschaft wirkte er in 28 Länderspielen mit, in denen er 27 Tore erzielte. Unter anderem nahm er an der B-Weltmeisterschaft 1987 in Italien teil.

### Trainer
Schubert stieg direkt ins Trainergeschäft ein. Erste Station war der Regionalligist HC 93 Bad Salzuflen. Nachdem er 1996 die Trainer-A-Lizenz erwarb und zweimal in Folge mit Bad Salzuflen nicht aufsteigen konnte, wechselte er zur HSG Spenge/Lenzinghausen. Dort konnte er in der Saison 2000/01 den Aufstieg in die zweite Bundesliga realisieren. Im Dezember 2006 wurde er entlassen und nahm im Sommer 2007 das Angebot des Regionalligisten HB Lemgo II an. Bereits nach einer Saison trennte man sich jedoch von ihm. Seine bislang letzte Station trat Schubert im September 2009 beim Oberligisten TuS 97 Bielefeld-Jöllenbeck an. Dort blieb er über sechs Jahre. Im Dezember 2015 wurde er entlassen und ist seitdem ohne Anstellung als Trainer.

## Erfolge

### Spieler
- Deutscher Meister (B-Jugend) 1979
- IHF-Pokalsieger 1989
- Aufstieg in die Bundesliga 1991, 1992 und 1995

### Trainer
- Aufstieg in die Bundesliga 1991 (als Spielertrainer)
- Aufstieg in die 2. Bundesliga 2001

## Privates
Walter Schubert ist Diplom-Geograph und zweifacher Vater. Sein Bruder Detlev spielte ebenfalls in der Handball-Bundesliga.